# Saison 1995-1996 de la Jeunesse sportive de Kabylie
Maillots
Chronologie
Saison précédente Saison suivante
Cet article traite de la saison 1995-1996 de la Jeunesse sportive de Kabylie. Les matchs se déroulent essentiellement en Championnat d'Algérie de football 1996-1997, en Coupe d'Algérie de football 1996-1997, en Supercoupe d'Algérie de football 1995, en Coupe de la Ligue d'Algérie de football 1995-1996 ; mais aussi en Coupe des clubs champions africains 1996 et en Supercoupe de la CAF 1996.

## Résumé de la saison 1995-1996
Cette saison la JSK terminera à une honorable 5e place après avoir joué pas moins de six compétitions à elle seule. En coupe ce n'est guère mieux puisque la JSK se fait éliminer dès les huitièmes de finale. Le club participe à deux compétitions continentales cette saison, finissant finaliste de la supercoupe de la CAF et demi-finaliste de la coupe des clubs champions.

## Mercato estival 1995
Arrivées
Départs

## Supercoupe d'Algérie 1995
La saison de football commence traditionnellement par la Supercoupe d'Algérie de football, le premier trophée officiel de la saison de football en Algérie. Cette édition 1995 voit la participation des deux clubs détenteurs des titres nationaux principaux la saison passée, à savoir la JS Kabylie championne d'Algérie en titre et le CR Belouizdad vainqueur de la Coupe d'Algérie.
La rencontre a lieu le 31 août 1995 et se déroule au Stade du 5-Juillet-1962 à Alger.
| Date         | Journée | Adversaire    | Lieu de la rencontre            | Score | Buts JSK | Référence   |
| ------------ | ------- | ------------- | ------------------------------- | ----- | -------- | ----------- |
| 31 août 1995 | Finale  | CR Belouizdad | Stade du 5-Juillet-1962 (Alger) | 1-0   | -        | [ Match 1 ] |

## Championnat d'Algérie 1995-1996

### Calendrier du championnat
- Source[notes 1].

| J   | Phase aller       | Match 1    | Match 2   | Match 3    | Match 4   | Match 5   | Match 6   | Match 7    | Match 8   | Phase retour    | J   |
| --- | ----------------- | ---------- | --------- | ---------- | --------- | --------- | --------- | ---------- | --------- | --------------- | --- |
| 1re | 14 septembre 1995 | USMAB-MCO  | MCA-WAB   | WAT-USMH   | JSK-CAB   | CRB-ASAM  | CSC-JSBM  | USMB-USMA  | ASMO-USC  | 11 avril 1996   | 16e |
| 2e  | 21 septembre 1995 | USMAB-CRB  | USMA-USC  | JSBM-USMB  | ASAM-ASMO | CAB-CSC   | USMH-JSK  | WAB-WAT    | MCO-MCA   | 18 avril 1996   | 17e |
| 3e  | 28 septembre 1995 | USC-JSBM   | MCA-USMAB | WAT-MCO    | JSK-WAB   | CRB-CAB   | CSC-USMH  | USMB-ASAM  | ASMO-USMA | 2 mai 1996      | 18e |
| 4e  | 5 octobre 1995    | USMAB-WAT  | MCA-CRB   | JSBM-USMA  | ASAM-USC  | CAB-USMB  | USMH-ASMO | WAB-CSC    | MCO-JSK   | 6 mai 1996      | 19e |
| 5e  | 16 octobre 1995   | USC-CAB    | USMA-ASAM | WAT-MCA    | JSK-USMAB | CRB-WAB   | CSC-MCO   | USMB-USMH  | ASMO-JSBM | 16 mai 1996     | 20e |
| 6e  | 26 octobre 1995   | USMAB-CSC  | MCA-JSK   | WAT-USMB   | ASAM-JSBM | CAB-USMA  | USMH-USC  | WAB-ASMO   | MCO-CRB   | 20 mai 1996     | 21e |
| 7e  | 8 février 1996    | USC-USMAB  | USMA-MCA  | JSBM-CAB   | JSK-WAT   | CRB-USMH  | CSC-ASAM  | USMB-WAB   | ASMO-MCO  | 20 juin 1996    | 22e |
| 8e  | 15 février 1996   | USMAB-ASMO | MCA-CSC   | WAT-CRB    | JSK-USMB  | CAB-ASAM  | USMH-JSBM | WAB-USMA   | MCO-USC   | 27 juin 1996    | 23e |
| 9e  | 22 février 1996   | USC-WAB    | USMA-MCO  | JSBM-USMAB | ASAM-USMH | CRB-JSK   | CSC-WAT   | USMB-MCA   | ASMO-CAB  | 9 juillet 1996  | 24e |
| 10e | 26 février 1996   | USMAB-USMA | MCA-USC   | WAT-ASMO   | JSK-CSC   | CRB-USMB  | USMH-CAB  | WAB-ASAM   | MCO-JSBM  | 11 juillet 1996 | 25e |
| 11e | 1er mars 1996     | USC-WAT    | USMA-USMH | JSBM-WAB   | ASAM-JSK  | CAB-USMAB | CSC-CRB   | USMB-MCO   | ASMO-MCA  | 18 juillet 1996 | 26e |
| 12e | 14 mars 1996      | USMB-ASAM  | MCA-JSBM  | WAT-USMA   | JSK-USC   | CRB-ASMO  | CSC-USMB  | WAB-USMH   | MCO-CAB   | 25 juillet 1996 | 27e |
| 13e | 21 mars 1996      | USC-CRB    | USMA-JSK  | JSBM-WAT   | ASAM-MCA  | CAB-WAB   | USMH-MCO  | USMB-USMAB | ASMO-CSC  | 29 juillet 1996 | 28e |
| 14e | 28 mars 1996      | USMAB-USMH | MCA-CAB   | WAT-ASAM   | JSK-JSBM  | CRB-USMA  | CSC-USC   | USMB-ASMO  | MCO-WAB   | 1er août 1996   | 29e |
| 15e | 4 avril 1996      | USC-USMB   | USMA-CSC  | JSBM-CRB   | ASAM-MCO  | CAB-WAT   | USMH-MCA  | WAB-USMAB  | ASMO-JSK  | 8 août 1996     | 30e |

- Matchs de la JS Kabylie en Championnat d'Algérie de football, lors de la saison 1995-1996

### Phase aller
| Dates             | Journées    | Adversaires     | Lieux des rencontres                      | Scores | Buts JSK                                | Références |
| ----------------- | ----------- | --------------- | ----------------------------------------- | ------ | --------------------------------------- | ---------- |
| 14 septembre 1995 | 1re journée | CA Batna        | Stade du 1er novembre 1954 (Tizi Ouzou)   | 3 - 1  | Moussouni 9e 38e et Bencheikha 63e      |            |
| 21 septembre 1995 | 2e journée  | USM El Harrach  | Stade du 1er-Novembre-1954 (Alger)        | 0 - 0  | -                                       |            |
| 28 septembre 1995 | 3e journée  | WA Boufarik     | Stade du 1er novembre 1954 (Tizi Ouzou)   | 2 - 0  | Meftah et Hadj Adlane                   |            |
| 5 octobre 1995    | 4e journée  | MC Oran         | Stade Ahmed-Zabana (Oran)                 | 3 - 0  | -                                       |            |
| 16 octobre 1995   | 5e journée  | USM Ain Beida   | Stade du 1er novembre 1954 (Tizi Ouzou)   | 4 - 1  | Benchikha 7e 81e et Hadj Adlane 53e 63e |            |
| 26 octobre 1995   | 6e journée  | MC Alger        | Stade du 5-Juillet-1962 (Alger)           | 3 - 0  | -                                       |            |
| 30 octobre 1996   | 7e journée  | WA Tlemcen      | Stade du 1er novembre 1954 (Tizi Ouzou)   | 3 - 0  | Menad 7e 42e 77e                        |            |
| 15 février 1996   | 8e journée  | USM Blida       | Stade du 1er novembre 1954 (Tizi Ouzou)   | 1 - 0  | Boutaleb                                |            |
| 22 février 1996   | 9e journée  | CR Belouizdad   | Stade du 20-Août-1955 (Alger)             | 2 - 1  | Meftah                                  |            |
| 26 février 1996   | 10e journée | CS Constantine  | Stade du 1er novembre 1954 (Tizi Ouzou)   | 2 - 1  | Boutaleb et Hadj Adlane                 |            |
| 1er mars 1996     | 11e journée | AS Ain M'lila   | Stade Khelifi Touhami Zoubir (Aïn M'lila) | 1 - 0  | -                                       |            |
| 14 mars 1996      | 12e journée | US Chaouia      | Stade du 1er novembre 1954 (Tizi Ouzou)   | 3 - 1  | Hadj Adlane , Boutaleb et Benchikha     |            |
| 21 mars 1996      | 13e journée | USM Alger       | Stade Omar-Hamadi (Alger)                 | 1 - 0  | -                                       |            |
| 28 mars 1996      | 14e journée | JS Bordj Menael | Stade du 1er novembre 1954 (Tizi Ouzou)   | 2 - 0  | Hadj Adlane et                          |            |
| 4 avril 1996      | 15e journée | ASM Oran        | Stade Habib-Bouakeul (Oran)               | 1 - 1  | Hadj Adlane                             |            |

### Phase retour
| Dates           | Journées    | Adversaires     | Lieux des rencontres                    | Scores | Buts JSK              | Références |
| --------------- | ----------- | --------------- | --------------------------------------- | ------ | --------------------- | ---------- |
| 11 avril 1996   | 16e journée | CA Batna        | Stade Mustapha-Sefouhi (Batna)          | 1 - 0  | -                     |            |
| 18 avril 1996   | 17e journée | USM El Harrach  | Stade du 1er novembre 1954 (Tizi Ouzou) | 0 - 2  | -                     |            |
| 2 mai 1996      | 18e journée | WA Boufarik     | Stade Mohamed-Reggaz (Boufarik)         | 0 - 0  | -                     |            |
| 6 mai 1996      | 19e journée | MC Oran         | Stade du 1er novembre 1954 (Tizi Ouzou) | 0 - 0  | -                     |            |
| 16 mai 1996     | 20e journée | USM Ain Beida   | Stade Hadj Ali Hamdi (Aïn Beïda)        | 3 - 1  | Boutaleb              |            |
| 20 mai 1996     | 21e journée | MC Alger        | Stade du 1er novembre 1954 (Tizi Ouzou) | 0 - 1  | -                     |            |
| 20 juin 1996    | 22e journée | WA Tlemcen      | Complexe sportif Akid Lotfi (Tlemcen)   | 1 - 2  | Boutaleb , Doudène    |            |
| 27 juin 1996    | 23e journée | USM Blida       | Stade des Frères-Brakni (Blida)         | 0 - 1  | Boubrit               |            |
| 9 juillet 1996  | 24e journée | CR Belouizdad   | Stade du 1er novembre 1954 (Tizi Ouzou) | 3 - 0  | Boutaleb et , Doudène |            |
| 11 juillet 1996 | 25e journée | CS Constantine  | Stade Chahid-Hamlaoui (Constantine)     | 2 - 0  | -                     |            |
| 18 juillet 1996 | 26e journée | AS Ain M'lila   | Stade du 1er novembre 1954 (Tizi Ouzou) | 1 - 0  | Chouib                |            |
| 25 juillet 1996 | 27e journée | US Chaouia      | Stade Zerdani-Hassouna (Oum El Bouaghi) | 3 - 0  | -                     |            |
| 29 juillet 1996 | 28e journée | USM Alger       | Stade du 1er novembre 1954 (Tizi Ouzou) | 1 - 1  | Ould Rabah            |            |
| 1er août 1996   | 29e journée | JS Bordj Menael | Stade Salah Takdjerad (Bordj Menaïel)   | 1 - 0  | -                     |            |
| 8 août 1996     | 30e journée | ASM Oran        | Stade du 1er novembre 1954 (Tizi Ouzou) | 0 - 0  | -                     |            |

### Classement final
Le classement est établi sur le barème de points suivant : une victoire vaut 3 points, un match nul 1 point et une défaite 0 point.
| Rang | Équipe          | Pts | J  | G  | N  | P  | Bp | Bc | Diff |
| ---- | --------------- | --- | -- | -- | -- | -- | -- | -- | ---- |
| 1    | USM Alger P     | 60  | 30 | 19 | 3  | 8  | 39 | 24 | +15  |
| 2    | MC Oran C L     | 58  | 30 | 17 | 7  | 6  | 53 | 21 | +32  |
| 3    | USM Aïn Béïda P | 51  | 30 | 15 | 6  | 9  | 37 | 31 | +6   |
| 4    | WA Tlemcen      | 51  | 30 | 15 | 6  | 9  | 39 | 20 | +19  |
| 5    | JS Kabylie T    | 45  | 30 | 13 | 6  | 11 | 34 | 29 | +5   |
| 6    | CS Constantine  | 43  | 30 | 11 | 10 | 9  | 25 | 20 | +5   |
| 7    | USM El Harrach  | 43  | 30 | 12 | 7  | 11 | 24 | 26 | -2   |
| 8    | MC Alger        | 40  | 30 | 12 | 4  | 14 | 29 | 32 | -3   |
| 9    | US Chaouia      | 40  | 30 | 11 | 6  | 13 | 28 | 33 | -5   |
| 10   | CA Batna        | 39  | 30 | 12 | 3  | 15 | 35 | 44 | -9   |
| 11   | AS Aïn M'lila   | 38  | 30 | 10 | 8  | 12 | 18 | 30 | -12  |
| 12   | CR Belouizdad   | 38  | 30 | 10 | 8  | 12 | 27 | 34 | -7   |
| 13   | WA Boufarik     | 35  | 30 | 10 | 5  | 15 | 25 | 42 | -17  |
| 14   | USM Blida       | 34  | 30 | 9  | 7  | 14 | 34 | 38 | -4   |
| 15   | ASM Oran P      | 31  | 30 | 7  | 10 | 13 | 23 | 31 | -8   |
| 16   | JS Bordj Menail | 20  | 30 | 3  | 11 | 16 | 22 | 41 | -19  |

Résultats
- Qualifié pour la Ligue des champions 1997
- Qualifié pour la Coupe des coupes 1997
- Qualifié pour la Coupe de la CAF 1997
- Qualifié pour la Coupe arabe 1997

Relégations
- Relégation en Division 2

Abréviations
T : Tenant du titre

C : Vainqueur de la Coupe d'Algérie 1995-1996

L : Vainqueur de la Coupe de la Ligue 1995-1996

P : Promus de Division 2 1994-1995

## Coupe de la Ligue 1995-1996
La FAF souhaite l'organisation d'une compétition qui se déroule durant l'interruption du championnat afin d'occuper les équipes de première division.
Seulement seize équipes participent à cette compétition. Elles sont réparties par affinités territoriales en quatre groupes comme suit : deux groupes nommés A et B pour la région Centre composé chacun de quatre équipes, un groupe nommé C pour la région Ouest composé de trois équipes et un groupe pour la région Est nommé D composé de cinq équipes.
Le premier tour de la compétition est une phase de poule où les équipes de l'élite sont rassemblées en quatre groupes selon leurs affinités territoriales. Au terme de cette première phase, les vainqueurs de poules se qualifient en demi-finales.

### Tirage au sort du groupe A
Le tirage au sort place la JS Kabylie dans le groupe A de la région centre, en compagnie de trois autres équipes que sont le CR Belouizdad, l'USM Alger et le WA Boufarik.

### Résultats du groupe A
| Dates                           | Horaires      | Matchs  | Equipes 1     | Scores | Equipes 2     | Buteurs                                    | Lieux des rencontres       | Références |
| ------------------------------- | ------------- | ------- | ------------- | ------ | ------------- | ------------------------------------------ | -------------------------- | ---------- |
| Première journée Groupe B       |               |         |               |        |               |                                            |                            |            |
| 30 novembre 1995                | 14 h 00 UTC+1 | Match 1 | USM Alger     | 0 - 0  | WA Boufarik   | -                                          | Stade Omar Hamadi          | -          |
| 25 décembre 1995 (Match retard) | 14 h 00 UTC+1 | Match 2 | JS Kabylie    | 2 - 1  | CR Belouizdad | Doudène 22e, Hakim Boubrit 88e / Chakir 7e | Stade du 1er-Novembre-1954 | -          |
| Deuxième journée Groupe B       |               |         |               |        |               |                                            |                            |            |
| 4 janvier 1996 (Match retard)   | 14 h 00 UTC+1 | Match 1 | CR Belouizdad | 2 - 0  | USM Alger     | -                                          | Stade du 20-Août-1955      | -          |
| 4 janvier 1996                  | 14 h 00 UTC+1 | Match 2 | JS Kabylie    | 4 - 1  | WA Boufarik   | Doudène , Addane , Menad , Amrouche        | Stade du 1er-Novembre-1954 |            |
| Troisième journée Groupe B      |               |         |               |        |               |                                            |                            |            |
| 14 décembre 1995                | 14 h 00 UTC+1 | Match 1 | USM Alger     | 1 - 0  | JS Kabylie    | Dziri ?                                    | Stade Omar Hamadi          | -          |
| 11 janvier 1996                 | 14 h 00 UTC+1 | Match 2 | WA Boufarik   | 0 - 2  | CR Belouizdad | -                                          | Stade Mohamed Reggaz       | -          |
| Quatrième journée Groupe B      |               |         |               |        |               |                                            |                            |            |
| 21 décembre 1995                | 14 h 00 UTC+1 | Match 1 | WA Boufarik   | 1 - 1  | USM Alger     | -                                          | Stade Mohamed Reggaz       | -          |
| 21 décembre 1995                | 14 h 00 UTC+1 | Match 2 | CR Belouizdad | 2 - 1  | JS Kabylie    | Hadj Adlane                                | Stade du 20-Août-1955      |            |
| Cinquième journée Groupe B      |               |         |               |        |               |                                            |                            |            |
| 28 décembre 1995                | 14 h 00 UTC+1 | Match 1 | USM Alger     | 0 - 3  | CR Belouizdad | -                                          | Stade Omar Hamadi          | -          |
| 8 janvier 1996 (Match retard)   | 14 h 00 UTC+1 | Match 2 | WA Boufarik   | 1 - 1  | JS Kabylie    | Chouib                                     | Stade Mohamed Reggaz       |            |
| Sixième journée Groupe B        |               |         |               |        |               |                                            |                            |            |
| janvier 1996                    | 14 h 00 UTC+1 | Match 1 | JS Kabylie    | 0 - 1  | USM Alger     | -                                          | Stade du 1er-Novembre-1954 |            |
| janvier 1996                    | 14 h 00 UTC+1 | Match 2 | CR Belouizdad | -      | WA Boufarik   | -                                          | Stade du 20-Août-1955      | -          |

### Classement du groupe A
Dans le groupe A qui est l'un des deux groupes représentatifs de la région Centre du pays, c'est finalement le CRB qui termine premier et se qualifie pour les demi-finales de la compétition. La JSK quant à elle termine troisième.
| Rang | Équipe        | Pts | J | G | N | P | Bp | Bc | Diff |  | Résultats (▼ dom., ► ext.) | CRB | USMA | JSK | WAB |
| ---- | ------------- | --- | - | - | - | - | -- | -- | ---- |  | -------------------------- | --- | ---- | --- | --- |
| 1    | CR Belouizdad | 12  | 5 | 4 | 0 | 1 | 10 | 3  | +7   |  | CR Belouizdad              |     | 2-0  | 2-1 | -   |
| 2    | JS Kabylie    | 6   | 5 | 2 | 1 | 2 | 7  | 5  | +2   |  | JS Kabylie                 | 2-1 | -    |     | 4-1 |
| 3    | USM Alger     | 5   | 5 | 1 | 2 | 2 | 2  | 6  | -4   |  | USM Alger                  | 0-3 |      | 1-0 | 0-0 |
| 4    | WA Boufarik   | 2   | 5 | 0 | 2 | 3 | 2  | 7  | -5   |  | WA Boufarik                | 0-2 | 1-1  | -   |     |

Qualification Demi-finale.
- 1er du classement, qualifié en Demi-finale.

## Coupe d'Algérie 1995-1996
| Dates          | Journées      | Adversaires    | Lieux des rencontres                  | Scores | Buts JSK                   | Références  |
| -------------- | ------------- | -------------- | ------------------------------------- | ------ | -------------------------- | ----------- |
| 11 mars 1996   | 32e de finale | CRB Djelfa     | Stade de Djelfa (Djelfa)              | 0-4    | Boukellal et , Boutaleb et | [ Match 2 ] |
| 1er avril 1996 | 16e de finale | MO Constantine | Stade Chahid-Hamlaoui (Constantine)   | 1-2    | Boutaleb et Hadj Adlane    | [ Match 3 ] |
| 7 juin 1996    | 8e de finale  | ASPC Tlemcen   | Complexe sportif Akid Lotfi (Tlemcen) | 1-0    | -                          | [ Match 4 ] |

## Compétitions africaines

### Supercoupe de la CAF
Lieu : FNB Stadium (20 000 spectateurs), Soweto - Johannesburg, Afrique du Sud.
Date : 2 mars 1996.
Score :  Orlando Pirates 1 - 0 Jeunesse sportive de Kabylie .
Effectif de l'Orlando : Williams Okpara, Hendrick Tsotsetsi, Mark Fish, Gavin Lane, Bernard Lushozi, Brandon Silent ( 76e) Edwards Motale ( 76e ), John Moeti, Dumisa Ngobe, Helmann Mkhalele ( 46e) Mncwango, ( 46e ),  Bruce Ramokadi, Mark Batchelor.
Buts de l'Orlando : Bruce Ramokadi   54e.
Entraîneur de l'Orlando :  Victor Bondarenko.
Effectif de la JS Kabylie : Omar Hamenad, Amari, Aziz Benhamlat ( 82e) Djamel Menad ( 82e ), Selmoune, Khati, Mahieddine Meftah, Adane, Karim Doudene, Mourad Rahmouni, Hadj Adlane, Fawzi Moussouni.
Entraîneurs de la JS Kabylie :  Djaffar Harouni.
Arbitre :  M. Lim Kee Chong.
Au début de l'année 1996, la JS Kabylie venait de remporter la Coupe d'Afrique des vainqueurs de coupes face au club nigérien du Julius Berger Football Club, au match retour deux buts à un à Alger après avoir fait au Nigeria match nul un but partout.
C'est donc en tant que vainqueur de la Coupe d'Afrique des vainqueurs de coupe en 1995, que la JSK dispute la Supercoupe de la CAF de football face au vainqueur de la Coupe d'Afrique des clubs champions la même année 1995, le club sud-africain du Orlando Pirates.
Il s'agit là, de la douzième participation des canaries en Coupe d'Afrique, toutes compétitions africaines confondues ; mais sa première en Supercoupe de la CAF.
| Match | Date        | Vainqueur       | Résultat | Finaliste  | Lieu                     | Affluence |
| ----- | ----------- | --------------- | -------- | ---------- | ------------------------ | --------- |
| 01    | 2 mars 1996 | Orlando Pirates | 1-0      | JS Kabylie | Newlands Stadium, Le Cap | 40 000    |

À noter également, que la JSK, qui dispute cette rencontre à l'extérieur, en Afrique du Sud, n'est pas anodine car il s'agit de son premier match en Supercoupe de la CAF, mais son soixantième et unième match africain, toutes compétitions africaines confondues.
Sans doute à cause d'un long périple pour l'équipe de la JSK qui a dû s'envoler aux antipodes du continent africain, les canaries usés et fatigués s'inclinent dans cette rencontre, sur le score d'un but à zéro et manquant de peu un premier trophée dans cette compétition officielle.

### Coupe des clubs champions
La JSK sort d'une saison riche en rebondissement, elle vient de réaliser le doublé Coupe d'Afrique-Championnat d'Algérie, en ayant remporté la Coupe d'Afrique des vainqueurs de coupe 1995 et le Championnat d'Algérie de football 1994-1995. C'est son troisième doublé Coupe d'Afrique-Championnat, mais le premier avec la C2.
Sa victoire finale dans le Championnat d'Algérie, la qualifie pour la Coupe d'Afrique des clubs champions de l'édition 1996, après cinq années d'absence en C1.
Il s'agit de sa neuvième participation dans cette prestigieuse compétition africaine des clubs, et la treizième toutes compétitions africaines confondues. La JS Kabylie, entame la compétition, en seizième de finale, face au club capverdien, du FC Boavista. Elle est exempte de premier tour, l'équivalent d'un trente-deuxième de finale, comme les éditions précédentes.
À noter également, qu'avant le début de cette compétition, les canaries, ont disputé pour la première fois de leur histoire, la Supercoupe de la CAF de l'édition 1996, après leur victoire en Coupe d'Afrique des vainqueurs de coupe en 1995, face au club sud-africain de l'Orlando Pirates, vainqueur de la Coupe d'Afrique des clubs champions en 1995. Les jaunes et verts s'étaient inclinés un but à zéro, à l'extérieur, en Afrique du Sud, manquant de peu un premier sacre pour eux et pour le football algérien dans cette compétition officielle.
| Match | Tour          | Club                  | Aller | Total | Retour | Club                | Match | Buteurs de la JSK : Aller / Retour |
| ----- | ------------- | --------------------- | ----- | ----- | ------ | ------------------- | ----- | ---------------------------------- |
| 01    | 16e de finale | JS Kabylie            | 2-0   | 4-1   | 2-1    | FC Boavista         | 02    | Boubrit , Meftah / Hadj Adlane et  |
| 03    | 8e de finale  | JS Kabylie            | 0-0   | 1-0   | 1-0    | Fantastique Burundi | 04    | - / Issad                          |
| 05    | 1/4 de finale | Petro Atlético Luanda | 1-1   | 1-2   | 0-1    | JS Kabylie          | 06    | Meddane / Amrouche                 |
| 07    | 1/2 finale    | JS Kabylie            | 1-1   | 1-2   | 0-1    | Shooting Stars FC   | 08    | Dagno / -                          |

Les Canaries, réalisent une fois de plus un parcours fantastique. Cette aventure s'arrêtera en demi-finale, face au club nigérien du Shooting Stars Football Club; pour la deuxième fois de leur histoire après l'édition 1984.
En effet, elle peut nourrir quelques regrets car, après avoir concédé le nul un but partout à domicile, la JSK s'inclinera de la plus petite des marges un but à zéro, au Nigeria, donnant au cumulé des deux matchs deux buts à un, en faveur du Shooting Stars Football Club, futur finaliste de l'épreuve.

## Buteurs
| Tarek Hadj Adlane | 8  | 1 | 1 | 0 | 2 | 0 | 12 |              |   |   |   |   |   |   |   |
| Boutaleb          | 7  | 3 | 0 | 0 | 0 | 0 | 10 |              |   |   |   |   |   |   |   |
| Bencheikha        | 4  | 0 | 0 | 0 | 0 | 0 | 4  |              |   |   |   |   |   |   |   |
| Djamel Menad      | 3  | 0 | 1 | 0 | 0 | 0 | 4  |              |   |   |   |   |   |   |   |
| Doudène           | 2  | 0 | 2 | 0 | 0 | 0 | 4  |              |   |   |   |   |   |   |   |
| Meftah            | 2  | 0 | 0 | 0 | 1 | 0 | 3  |              |   |   |   |   |   |   |   |
| Boubrit           | 1  | 0 | 1 | 0 | 1 | 0 | 3  |              |   |   |   |   |   |   |   |
| Boukelal          | 0  | 2 | 0 | 0 | 0 | 0 | 2  |              |   |   |   |   |   |   |   |
| Amrouche          | 0  | 0 | 1 | 0 | 1 | 0 | 2  |              |   |   |   |   |   |   |   |
| Fawzi Moussouni   | 2  | 0 | 0 | 0 | 0 | 0 | 2  |              |   |   |   |   |   |   |   |
| Chouib            | 1  | 0 | 1 | 0 | 0 | 0 | 2  |              |   |   |   |   |   |   |   |
| Addane            | 0  | 0 | 1 | 0 | 0 | 0 | 1  |              |   |   |   |   |   |   |   |
| Meddane           | 0  | 0 | 0 | 0 | 1 | 0 | 1  |              |   |   |   |   |   |   |   |
| Ould Rabah        | 1  | 0 | 0 | 0 | 0 | 0 | 1  | Moussa Dagno | 0 | 0 | 0 | 0 | 1 | 0 | 1 |
| Total             | 31 | 6 | 8 | 0 | 8 | 0 | 53 |              |   |   |   |   |   |   |   |